# واشنطن سانتانا دا سيلفا
واشنطن سانتانا دا سيلفا هو لاعب كرة قدم برازيلي، ولد في 20 يناير 1989 في ساو باولو في البرازيل. لعب مع نادي بارانا ونادي بالميراس ونادي جوينفيل ونادي فيغورينسي وناسيونال ماديرا.

## وصلات خارجية
- واشنطن سانتانا دا سيلفا على موقع قاعدة بيانات كرة القدم.إي يو (الإنجليزية)
- واشنطن سانتانا دا سيلفا على موقع Soccerway.com (الإنجليزية)
- واشنطن سانتانا دا سيلفا على موقع AS.com (الإسبانية)